# Benedykt z Urbino
Benedykt z Urbino (ur. 13 września 1560 we Włoszech, zm. 30 kwietnia 1625 w Fossombrone) – włoski kapucyn i błogosławiony Kościoła katolickiego.

## Życiorys
Marek Passionei rozpoczął studia na uniwersytecie w Padwie i w Perugii; uzyskał doktorat z prawa i filozofii. W 1583 roku wstąpił do zakonu kapucynów. Śluby zakonne złożył w 1585 roku. Przybrał imię Benedykt. Rozpoczął posługę kaznodziejską, a w 1599 roku wraz ze św. Wawrzyńcem z Brindisi udał się do Czech, gdzie zaczął działalność ewangelizacji wśród husytów i luteran.
Został beatyfikowany 10 lutego 1867 roku przez papieża bł. Piusa IX.